# Thomas Allason
 (mai 2025).
Thomas Allason (1790-1852) est un architecte, arpenteur et paysagiste anglais, notamment connu pour son travail à Londres, à Connaught Square et dans le quartier de Notting Hill pour le compte de la famille Ladbroke.